# Shuangyan (socken i Kina, lat 30,64, long 106,42)
Shuangyan (kinesiska: 双鄢乡, 双鄢) är en socken i Kina. Den ligger i provinsen Sichuan, i den sydvästra delen av landet, omkring 220 kilometer öster om provinshuvudstaden Chengdu. Antalet invånare är 5 986. Befolkningen består av 3 119 kvinnor och 2 867 män. Barn under 15 år utgör 23,0 %, vuxna 15-64 år 58 %, och äldre över 65 år 17,0 %.
Genomsnittlig årsnederbörd är 1 393 millimeter. Den regnigaste månaden är juni, med i genomsnitt 264 mm nederbörd, och den torraste är december, med 8 mm nederbörd.